# Francesco Bonafede
Francesco Bonafede est un botaniste italien, né en 1474 à Padoue (Italie) et mort en 1558 dans la même ville.
Professeur de botanique à Venise, il obtient du sénat de la ville la création d'un jardin botanique à Padoue.
Il étudie l'intérêt du sésame et favorise sa diffusion à travers l'Europe.